# Centropogon trichodes
Centropogon trichodes är en klockväxtart som beskrevs av Franz Elfried Wimmer. Centropogon trichodes ingår i släktet Centropogon och familjen klockväxter. Inga underarter finns listade i Catalogue of Life.